# Ley de Reforma Universitaria
La ley de Reforma Universitaria (sigla LRU) fue una ley española impulsada por el ministro de Educación socialista José María Maravall y el PSOE de Felipe González en 1983. Oficialmente denominada ley Orgánica 11/1983, de 25 de agosto, de Reforma Universitaria, más conocida como ley de Reforma Universitaria, estuvo vigente entre 1983 y el 13 de enero de 2002, en que entró en vigor la LOU.

## Generalidades
La ley de reforma universitaria pretendía poner al día una universidad heredada del franquismo, que solo había dedicado a la Universidad la llamada ley de Ordenación de la Universidad Española, aprobada en 1943. Empezando por la renovación de los planes de estudio para su modernización y, en algunos casos, su democratización. La ley favoreció la reducción a cuatro años de las licenciaturas y a cinco de las ingenierías, y también la potenciación de las diplomaturas (3 años) y de las ingenierías técnicas (3 años) y también la posibilidad de acceso de una carrera a otra o de titulaciones exclusivamente de segundo ciclo (3+2). A través de pasarelas con complementos de formación se facilitó con los reglamentos de desarrollo de la ley esa comunicación entre titulaciones que ahora se llama la transversalidad, que favorece la movilidad estudiantil entre varias carreras a través de un sistema de créditos (1 crédito equivale a 10 horas lectivas).
En la organización de la Universidad, la LRU pretendió construir el modelo desde los departamentos y desde centros donde se impartiesen varias titulaciones. Se crean unos tribunales de oposiciones con tres miembros elegidos por sorteo y dos nombrados por la Universidad, que no se olvide es la comunidad titular del derecho a la autonomía universitaria. 
En su artículo 11, abría la oportunidad de dictámenes profesionales y de impulsar la consultoría entre el profesorado universitario y favorecer igualmente la investigación. En su artículo 46-2, hacía posible la evaluación individual por las propias universidades de la actividad docente, investigadora y de gestión de los profesores.

## Contexto histórico
El programa político que desarrollaron los gobiernos presididos por Felipe González fue un proyecto de «modernización» de la sociedad española para equipararla con el resto de las sociedades democráticas «avanzadas». Su referente histórico era el socialismo moderado de Indalecio Prieto. A pesar de un programa de gobierno muy ambicioso, el PSOE se propuso consolidar la democracia y hacer frente a la crisis económica —su promesa estrella era la creación de 800 000 puestos de trabajo—, así como adecuar las estructuras productivas a una economía más eficiente y competitiva y también alcanzar una sociedad más justa e igualitaria con la universalización de la sanidad, la educación y las pensiones. Como ha destacado Santos Juliá, el PSOE se comprometía a «cambiarlo todo sin revolucionar nada» dentro de un «proyecto de regeneración del Estado y de la sociedad» que Felipe González sintetizó con el lema «Que España funcione».
Sin embargo, la situación económica y política que le legó el gobierno de Calvo Sotelo era muy complicada. Seguía el estancamiento económico, con un desempleo que superaba el 16 %, una inflación que no bajaba del 15 % y un déficit presupuestario desbocado. El terrorismo de ETA continuaba y la amenaza golpista no había desaparecido, como lo demostró el nuevo intento de golpe de Estado que el gobierno de Calvo Sotelo consiguió desarticular y que estaba previsto para la víspera de la celebración de las elecciones de 28 de octubre.

## Profesorado
Uno de los puntos más importantes de la nueva ley de Reforma Universitaria fue la reducción de cuerpos de profesorado. Como la ley perpetuaba la división histórica entre Facultades y Escuelas Superiores (5 años) frente a Escuelas Universitarias o Escuelas Técnicas (3 años), se establecían dos cuerpos fundamentales en cada una de ellas:
- Cuerpo de Catedráticos de Universidad.
- Cuerpo de profesores Titulares de Universidad.
- Cuerpo de Catedráticos de Escuelas Universitarias.
- Cuerpo de profesores Titulares de Escuelas Universitarias.

Para pasar de un cuerpo a otro se necesitaría un concurso oposición específico. Sin embargo, entre las disposiciones transitorias de la LRU se establecía la integración de los antiguos cuerpos universitarios de profesorado numerario (Catedráticos, Agregados y Adjuntos, tanto de Universidad como de Escuela Universitaria) y el profesorado contratado o interino (profesorado no numerario, PNN) si cumplían unos requisitos. Los profesores numerarios Agregados se incorporarían al cuerpo de catedráticos de Universidad o de Escuela Universitaria, según su caso. Sin embargo, los profesores Adjuntos se incorporaban al cuerpo de profesores Titulares de Universidad o de Escuela Universitaria. La polémica fue grande en las Cortes Generales en el momento de su discusión parlamentaria, por lo que muchos diputados socialistas, junto a otros altos cargos de la Administración, renunciaron en su día a convertirse en catedrático por la vía de una disposición transitoria de la LRU.
Mientras la integración del profesorado numerario era automática, la del profesorado PNN necesitaba de una prueba denominada idoneidad, mediante la cual con 5 años de antigüedad en el contrato y el título de doctor con anterioridad a julio de 1983 se integraría en el cuerpo de profesores Titulares de Universidad. Si carecían del título de doctor para esa fecha, los PNN se integrarían en el cuerpo de profesores Titulares de Escuela Universitaria.

## Profesorado contratado
La ley limitó al 20% el número de plazas de profesores contratados. Para hacer posible el deseado ascenso del profesorado entre cuerpos docentes, se creaba la figura del profesor Asociado, pensado para un profesional o un profesor de Secundaria doctor que diera un máximo de 3-6 créditos lectivos.